# 泉洞駅
泉洞駅（チョンドンえき、朝鮮語: 천동역）は、朝鮮民主主義人民共和国平安南道价川市にある駅で、満浦線と大角線に属する。 

## 歴史
- 1918年12月1日：開業[1]。

## 隣の駅
満浦線
龍源里駅 - 泉洞駅 - 价川駅
大角線
泉洞駅 - 大角駅